# The Pullman Porter
The Pullman Porter er en amerikansk stumfilm fra 1919 af Fatty Arbuckle.

## Medvirkende
- Roscoe "Fatty" Arbuckle
- Al St. John